# Иван Читаков
Иван Читаков е български просветен деец и революционер, член на Вътрешната македоно-одринска революционна организация.

## Биография
Иван Читаков е роден през 1872 година в град Станимака, тогава в Османската империя, днес Асеновград, България. Учи в Станимака и Пловдив, след което става преподавател в българската мъжка гимназия в Солун. Там се присъединява към ВМОРО, но е заловен вероятно покрай Солунската афера от 1901 година и осъден на заточение в Подрум кале. Преместен е в затвора в Цариград, където поради тежките условия се разболява и умира през 1902 година.